# Chí tuyến Nam

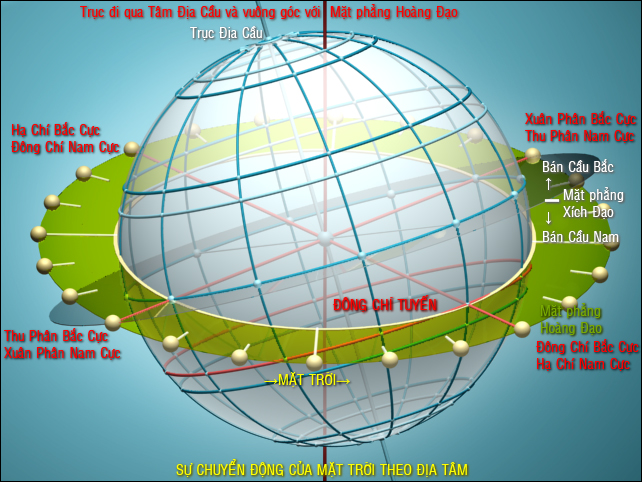
Chí Tuyến Nam và tiết khí Đông Chí, và một số các yếu tố của hệ toạ độ địa lý.

Chí tuyến Nam hay Nam chí tuyến (còn được gọi là Đông chí tuyến, chí tuyến Ma Kết, hay nhiệt tuyến Nam Dương) là một trong năm vĩ tuyến chủ yếu để đánh dấu bản đồ Trái Đất.
Chí tuyến này nằm song song với đường xích đạo tại vĩ tuyến 23° 26' 22" nam, và nó là vĩ độ xa nhất về phía nam mà Mặt Trời có thể xuất hiện trên đỉnh đầu của người quan sát diễn ra vào tiết đông chí của Bắc bán cầu (vì lý do này mà nó còn mang tên là Đông chí tuyến). Đối ngược với chí tuyến này là chí tuyến Bắc ở Bắc bán cầu. Các vĩ độ ở phía nam của đường chí tuyến Nam thuộc về vùng ôn đới Nam bán cầu. Các vĩ độ nằm giữa đường đông chí tuyến Nam và đường chí tuyến Bắc thuộc về vùng nhiệt đới.
Chí tuyến này được gọi là Chí tuyến Ma Kết hay Nhiệt tuyến Nam Dương do khi người phương Tây đặt tên cho nó vào khoảng 2000 năm trước thì Mặt Trời đã nằm ở chòm sao Ma Kết (tức sao Nam Dương, tiếng Anh Capricorn) vào tiết đông chí ở Bắc bán cầu. Hiện nay, Mặt Trời xuất hiện ở chòm sao Nhân Mã trong thời gian diễn ra tiết đông chí ở Bắc bán cầu. Sự thay đổi này có được là do hiện tượng tuế sai.
Tên gọi chí tuyến Nam là do chí tuyến này nằm ở Nam bán cầu Trái Đất.